# Antiaglomerant
Un antiaglomerant (en anglès: anticaking agent) és un additiu alimentari que s'utilitza per a evitar que es formin grumolls en els aliments. Es fa servir en materials en pols o granulats com en el cas de la sal comuna. Evitant la formació de grumolls es fa més fàcil l'empaquetatge, el transport i el consum.
Els antiaglomerants es citen en els aliments, per exemple l'aluminosilicat de sodi es fa servir com antiaglomerant en moltes sals comunes, fora d'Europa, i també en la llet en pols i productes derivats de l'ou, sucres i farines. A Europa es fa servir més com antiaglomerant de la sal comuna la ferrocianida de sodi i la ferrocianida de potassi. En sals més cares es fan servir antiaglomerants naturals com el carbonat de calci i el carbonat de magnesi.
Alguns agents antiaglomerants són solubles en l'aigua i altres són solubles en alcohols o altres solvents compostos orgànics. La seva funcó pot ser per absorció de la humitat excessiva o bé fent que les partícules repel·leixin l'aigua. L'antiaglomerant de la sal comuna silicat de calci absorbeix tant l'aigua com l'oli.
També es fan servir antiaglomerants fora de la indústria alimentària per exemple en la sal que es posa a les carreteres en temps de gelades, fertilitzants, cosmètics,detergents sintètics, i en altres productes manufacturats.

## Llista d'antiaglomerants, segons el número E
- E341 Fosfat de calci
- E500 Hidrogencarbonat de sodi
- E535 Ferrocianida de sodi
- E536 Ferrocianida de potassi
- E538 Ferocianida de calci
- E542 Fosfat d'ossos
- E550 Silicat de sodi
- E551 Diòxid de silici
- E552 Silicat de calci
- E553a Trisilicat demagnesi
- E553b pols de talc
- E554 luminosilicat de sodi
- E555 Silicat alumínico-potàssic
- E556 Aluminosilicat de calci
- E558 Bentonita
- E559 Silicat d'alumini
- E570 Àcid esteàric
- E900 Polidimetilsiloxà